# Cryphia sordida
Cryphia sordida är en fjärilsart som beskrevs av Otto Staudinger 1899. Cryphia sordida ingår i släktet Cryphia och familjen nattflyn. Inga underarter finns listade i Catalogue of Life.